# Valencia Club de Fútbol 1979-1980
La pagina racchiude la rosa del Valencia nella stagione 1979-80.

## Rosa
| N. |                   | Ruolo | Calciatore              |
| -- | ----------------- | ----- | ----------------------- |
| -  | Spagna (bandiera) | P     | Carlos Santiago Pereira |
| -  | Spagna (bandiera) | P     | José Luis Manzanedo     |
| -  | Spagna (bandiera) | P     | Pep Balaguer            |
| -  | Spagna (bandiera) | D     | Ricardo Penella Arias   |
| -  | Spagna (bandiera) | D     | Manuel Botubot          |
| -  | Spagna (bandiera) | D     | Dani Cabezas            |
| -  | Spagna (bandiera) | D     | Pepe Carrete            |
| -  | Spagna (bandiera) | D     | Ángel Castellanos       |
| -  | Spagna (bandiera) | D     | José Cerveró            |
| -  | Spagna (bandiera) | D     | Juan Daniel Cordero     |
| -  | Spagna (bandiera) | D     | Rafael Domingo          |
| -  | Spagna (bandiera) | D     | Higinio García          |
| -  | Spagna (bandiera) | D     | Josè Palmer             |

| N. |                      | Ruolo | Calciatore           |
| -- | -------------------- | ----- | -------------------- |
| -  | Spagna (bandiera)    | D     | Juan Cruz Sol        |
| -  | Germania (bandiera)  | C     | Rainer Bonhof        |
| -  | Spagna (bandiera)    | C     | Juan Carlos Fabregat |
| -  | Spagna (bandiera)    | C     | Enrique Saura        |
| -  | Spagna (bandiera)    | C     | Pablo Rodríguez      |
| -  | Spagna (bandiera)    | C     | Daniel Solsona       |
| -  | Spagna (bandiera)    | C     | Javier Subirats      |
| -  | Spagna (bandiera)    | C     | Miguel Tendillo      |
| -  | Spagna (bandiera)    | A     | Josè Luis Albiol     |
| -  | Argentina (bandiera) | A     | Darío Felman         |
| -  | Paraguay (bandiera)  | A     | Orlando Jiménez      |
| -  | Argentina (bandiera) | A     | Mario Kempes         |
| -  | Spagna (bandiera)    | A     | Pedro Villarrodá     |

### Staff tecnico
- Allenatore:  Alfredo Di Stéfano

## Risultati
- Liga: Sesta posizione
- Coppa del Re: Eliminato al primo turno
- Coppa delle Coppe:  Vincitore